# Kardynałowie z nominacji antypapieża Kaliksta III
Antypapież Kalikst III (1168-1178) mianował co najmniej 7 (pseudo)kardynałów. Daty ich promocji ani śmierci nie są znane, choć biorąc pod uwagę, że wszyscy oni są udokumentowani po raz pierwszy 15 kwietnia 1172, a zgodnie z ówczesnym zwyczajem promocje kardynalskie miały miejsce w soboty kwartalne, kardynałowie ci musieli zostać mianowani najpóźniej 11 marca 1172. W 1178 papież Aleksander III odmówił uznania tych promocji. 

## Nominacje 11 marca 1172 (?)
W nawiasach podano okresy, w jakich poszczególni kardynałowie podpisywali bulle Kaliksta III:
1. Gero – kardynał prezbiter S. Stefano in Celiomonte (15 kwietnia 1172)
2. Guilielmus – kardynał diakon Ss. Sergio e Bacco (15 kwietnia 1172 – 26 kwietnia 1173)
3. Johannes – kardynał biskup Sabiny (15 kwietnia 1172 – 26 kwietnia 1173)
4. Nicolaus – kardynał diakon S. Maria in Monasterio (15 kwietnia 1172 – 26 kwietnia 1173)
5. Stephanus Parisiensis – kardynał diakon S. Eustachio (15 kwietnia 1172 – 26 kwietnia 1173)
6. Ughicio – kardynał diakon S. Maria Nuova (15 kwietnia 1172 – 26 kwietnia 1173)
7. Wilfredus – kardynał diakon S. Maria in Portico (15 kwietnia 1172 – 26 kwietnia 1173)